# Onthophagus monardiellus
Onthophagus monardiellus es una especie de insecto del género Onthophagus, familia Scarabaeidae, orden Coleoptera.

## Historia
Fue descrita científicamente por Frey en 1963.